# Anteo

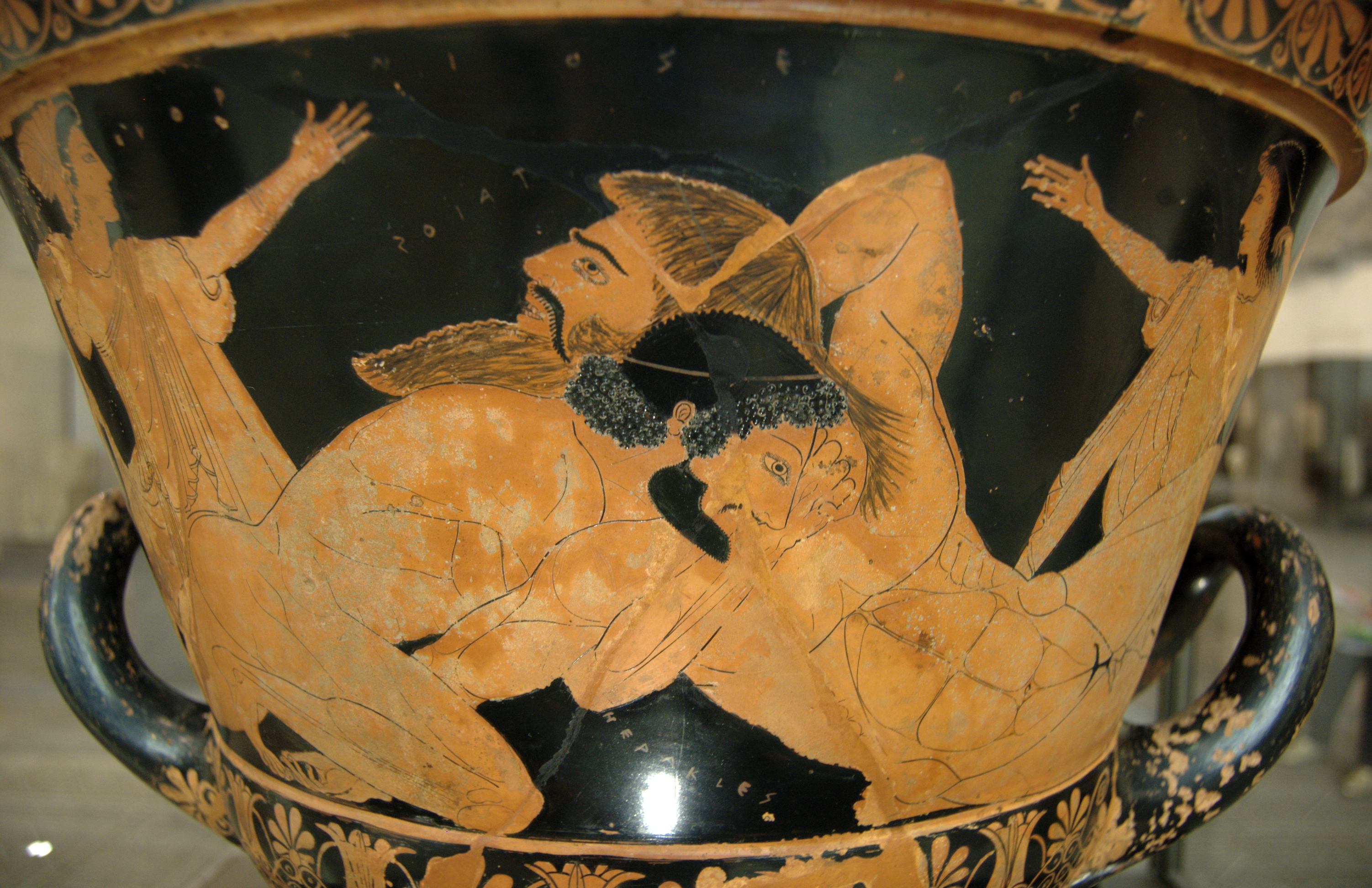
Pintura, firmada por Eufronio, en la cara A de una crátera de cáliz de figuras rojas atribuida a Euxiteo: Heracles lucha con el gigante Anteo. 515 - 510 a. C. Museo del Louvre, G 103.

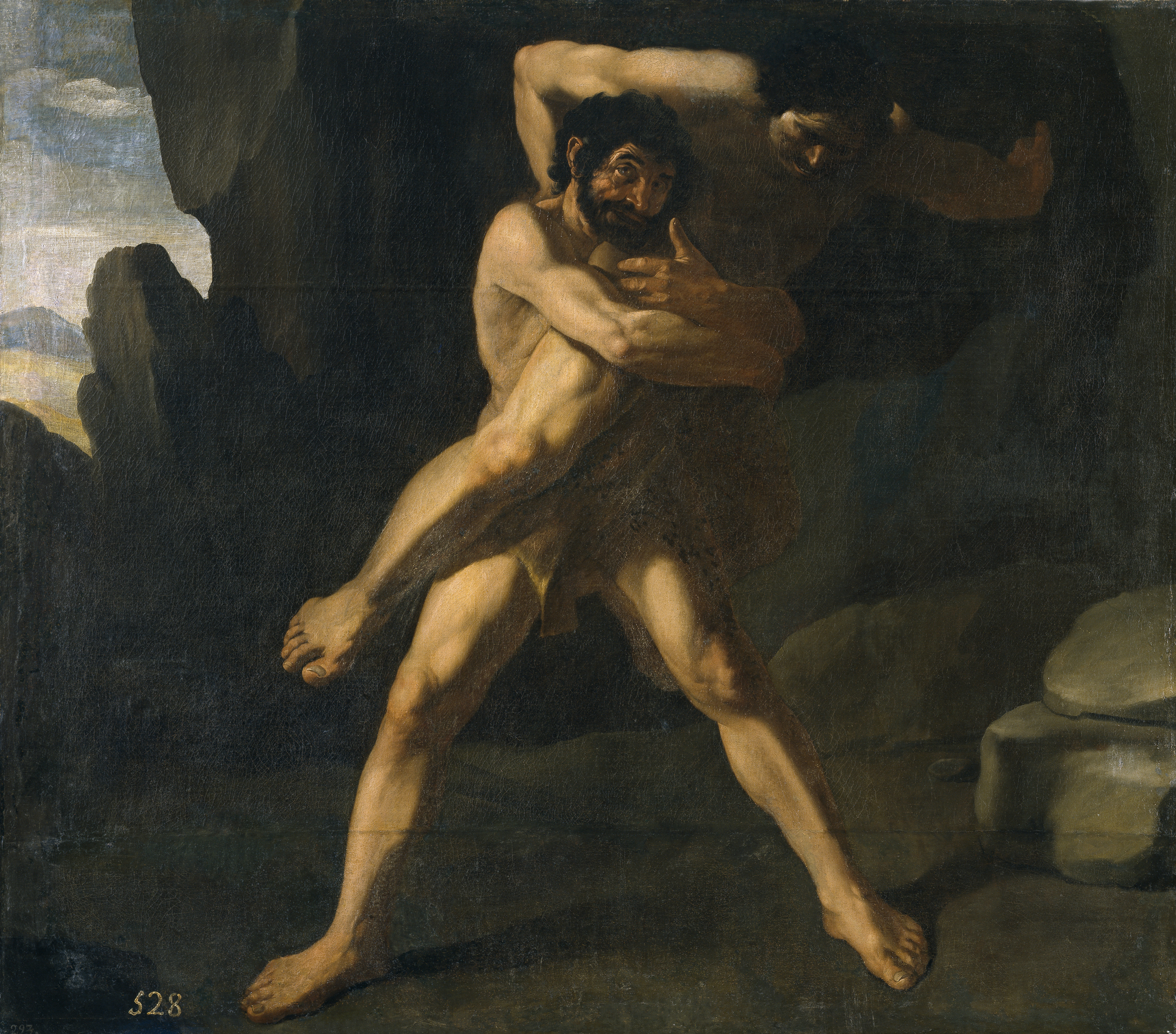
Hércules luchando con Anteo, por Francisco de Zurbarán (1634, Museo del Prado).

El personaje de Anteo (Ἀνταῖος / Antaíos) es un gigante de la mitología griega que perdió en un combate contra Heracles. Era hijo del dios Poseidón y de la Tierra (Gea), y habitaba en el territorio de Libia sobre el cual reinaba. Tuvo una hija, llamada Ifínoe, que engendró con Heracles a Palemón. Filóstrato dice que Anteo era hermano de los pigmeos, todos hijos y nacidos de la Tierra.
La Biblioteca mitológica nos dice que Heracles, tras derrotar a Cicno, se dirigió a través de Iliria y llegó apresuradamente al río Erídano y llegó ante las ninfas, hijas de Zeus y Temis. Éstas lo encaminaron a Nereo, a quien Heracles apresó mientras dormía y, aunque el dios adoptó toda clase de formas, lo ató y no lo soltó hasta que supo por él dónde se encontraban las Hespérides y sus manzanas. Una vez informado atravesó Libia. Reinaba allí Anteo, hijo de Poseidón, que daba muerte a los extranjeros obligándolos a luchar. Forzado a pelear por él, Heracles lo mató con su abrazo mientras lo mantenía en vilo, pues si tocaba la tierra se vigorizaba, y por ello algunos dijeron que era hijo de Gea.
Durante su enfrentamiento con Anteo, ambos contendientes se quitaron sus respectivas pieles de leones con las que cubrían sus cuerpos, y mientras que al modo olímpico Hércules se frotó su cuerpo con aceite, Anteo lo hizo con arena caliente por si el contacto con la Tierra a través de sus pies no era suficiente para recuperar sus fuerzas.  
Hércules fue quien lo derribó tres veces, pero en vano, pues la Tierra, su madre, reanimaba sus fuerzas. Fue luego de asirse ambos luchadores y que Anteo se dejase caer por propia voluntad sobre la tierra, que Hércules se dio cuenta de ello y lo levantó en vilo para impedirle recibir el aliento de su madre, logrando asfixiarlo.
Según cuenta Plutarco, Hércules (Heracles) se juntó con Tingis, la viuda de Anteo, después de la muerte del gigante. El mito indica que Anteo habría sido sepultado en Tánger en un túmulo de tierra con la forma de un hombre tumbado. Se decía que si se retiraba tierra de esa tumba comenzaría a llover y no pararía hasta que el agujero fuese tapado. La leyenda dice también que Sertorio hizo abrir el sarcófago en el que se suponía que estaban los huesos de Anteo y, al encontrar huesos de un tamaño descomunal, ordenó horrorizado que volviesen a cubrirlo con tierra. Pero hijo de Tingis y de Heracles fue Sófax, que dio el nombre de Tingis (Tánger) a la ciudad.
Píndaro añade el dato de que Anteo, en honor a su padre, «techaba el templo de Poseidón con cráneos de extranjeros». El mismo autor recoge una versión única. Dice que Anteo era rey de la ciudad líbica de Irasa, y que poseía una hermosa hija pretendida tanto por extranjeros como por miembros de su propia familia. El nombre de la muchacha era Alceide, según dice Pisandro de Camiro, pero otros la llaman Barca. Anteo, emulando la astucia de Dánao, estableció una carrera en la que el vencedor se llevaría como premio a su hija en matrimonio. Venció en la carrera un tal Alexidamo y se llevó a la muchacha de la mano. Al terminar la competición se la llevó a través de la tropa de los jinetes nómadas. El escoliasta da ciertas variantes de este episodio; en una versión parece que el gigante Anteo y el Anteo rey de Irasa eran personajes diferentes, pero en otra versión se establece implícitamente que ambos eran el mismo personaje.